# Deca joins
deca joins是一個台灣的另類搖滾獨立樂團，目前成員為鄭敬儒（主唱、吉他）、楊尚樺（吉他）、謝俊彥（貝斯）、陸浩釗 (鼓手)、杜哲欣 (打擊樂器)。
deca joins曾經歷兩次改名，2013年成立時為「FUBAR」，2016年改名「灰矮星」，2017年改為現在團名。
deca joins曾在第32屆金曲獎獲最佳樂團獎提名。。

## 經歷

### FUBAR (2013-2015)
deca joins前身為FUBAR及灰矮星，2013年5月成立於台北關渡半山腰，成員為北藝大搖滾研究社社員，當時團名「FUBAR」為英文“Fucked Up Beyond All Repair”的縮寫，意即糟糕透頂。
FUBAR於2014年初甫發行第一張EP《盧強》，並在台灣巡迴演出。而在主唱鄭敬儒入伍前，他們發布了新歌〈巫赌〉，即與樂團淵源至深的草東沒有派對主唱、亦為校友的巫堵之英文拼音，報導和訪問也多次指出即是寫給他的歌，但中英文與用字都沒有太大關係。

### 灰矮星 (2016-2017)
FUBAR在鄭敬儒入伍後曾短暫休團，於2016年1月復出，團名正式更改為「灰矮星」（Gray dwarf star），為虛構的天文名詞。
2016年因阿谷返回台南居住，鼓手一職在下半年交由前「那我懂你意思了」樂團的鼓手陸大爆接任。2016年10月，發行以阿谷為名的〈乏善可陳〉（Fashank Chen）單曲。

### deca joins (2017迄今)
2017年1月灰矮星再度更改團名為「deca joins」。團員表示此名稱並無特別的意義，但若一字一句拆解：「decadent」為頹廢之意，「decaffeination」是無咖啡因，「joins」是接合點複數，整個字彙合在一起即為「頹廢接合點」、「無咖啡因接合點」。
同年4月推出首張專輯《浴室》，並開始「春天游泳」的台灣及中國大陸巡迴演出。10月登上The Next Big Thing大團誕生（開發場8）演出。
2018年11月發行新EP《Go Slow》，接著開始專輯發行的巡迴專場。其中歌曲〈海浪〉的MV在YouTube上累積超過800萬次觀看。2019年，〈Go Slow〉的MV獲得第30屆金曲獎最佳音樂錄影帶獎提名
2019年10月推出單曲《霧散去的時候》，隨後進行「山與山之間」的專場巡迴演出。
2020年12月推出第二張全創作專輯《鳥鳥鳥》，並憑藉該專輯獲得第32屆金曲獎最佳樂團獎提名。
2021年1月在高雄舉辦「鳥與倒影Bird and Reflections」演唱會首站。同年12月參與「滾石撞樂隊 40團拚經典」計畫，翻唱娃娃1991年發行的歌曲〈大雨〉。
2023年12月推出第3張EP《暗流》。2024年2月23日及24日於台北流行音樂中心舉行「天堂與泥土」專場演出。

## 音樂作品

#### 正規專輯
| #   | 專輯資料                                                               | 曲目 |
| 1st | 《浴室》 - 發行日期：2017年4月 - 發行公司：空氣腦唱片 - 語言類型：國語 | 曲目 1. 一去不回來 (never coming back) 2. 快樂 (happiness) 3. 巫堵 (woodude) 4. 關渡口 (Guandu port) 5. 藍色 (blue) 6. 春天游泳 (swimming in spring) 7. 路 (road) 8. 浴室 (bathroom) 9. 夢 (dream) |
| 2nd | 《鳥鳥鳥》 - 發行日期：2020年12月 - 發行公司：空氣腦 - 語言類型：國語  | 曲目 1. Intro 2. 漫漫長夜 3. 黑暗之中閉上眼 4. 霧 5. B1 6. 臥室 7. 散去的時候 8. 多完美的一天 9. 午夜的消亡 10. Outro                                                                              |

##### EP
| #   | 專輯資料                                                                           | 曲目 |
| 1st | 《盧強》 - 發行日期：2014年4月 - 發行公司：疊墨唱片 - 語言類型：國語               | 曲目 1. 關渡口 2. 新樂園 3. 狂人 4. 魚缸 5. 艷紅                                                                            |
| 2nd | 《Go Slow》 - 發行日期：2018年11月 - 發行公司：空氣腦唱片 - 語言類型：國語         | 曲目 1. Somewhere 2. 海浪 (Wave) 3. 眼睛裡 (In Eyes) 4. 夜間獨白 (Nighttime Monologue) 5. Go Slow 6. 一去不回來(Remastered) |
| 3rd | 《暗流》 - 發行日期：2023年12月 - 發行公司：Sashimi Music CO.,LTD - 語言類型：國語 | 曲目 1. 我和我的遐想 2. 暗流 3. 天堂和泥土 4. 沉澱                                                                          |

##### 實況EP
| #   | 專輯資料                                                                | 曲目                                                   |
| 1st | 《3 Songs》 - 發行日期：2020年6月 - 發行公司：滾石唱片 - 語言類型：國語 | 曲目 1. 乏善可陳(Live) 2. 夏夜晚風(Live) 3. 艷紅(Live) |

### 單曲
- 2014年 〈woodude〉
- 2016年 〈乏善可陳〉
- 2019年 〈浴室〉 (2019 Reprise)
- 2019年 〈霧〉〈散去的時候〉

## 獎項紀錄
| 年份   | 屆次                   | 專輯       | 獎項             | 入圍                               | 結果 |
| ------ | ---------------------- | ---------- | ---------------- | ---------------------------------- | ---- |
| 2021年 | 第1屆 PlayMusic Awards | 《鳥鳥鳥》 | 年度獨立音樂專輯 | 《鳥鳥鳥》                         | 獲獎 |
| 2021年 | 第1屆 PlayMusic Awards | 《鳥鳥鳥》 | 年度音樂錄影帶   | 〈午夜的消亡〉                     | 獲獎 |
| 2021年 | 第32屆金曲獎           | 《鳥鳥鳥》 | 最佳樂團獎       | 《鳥鳥鳥》                         | 提名 |
| 2024年 | 第15屆金音創作獎       | 《暗流》   | 最佳創作歌手獎   | 鄭敬儒                             | 提名 |
| 2024年 | 第15屆金音創作獎       | 不適用     | 最佳現場演出獎   | 《deca joins 2024首演 天堂與泥土》 | 提名 |

## 外部連結
- deca joins官網（页面存档备份，存于）
- Deca joins的Facebook專頁
- YouTube上的Deca joins頻道
- Deca joins的Instagram帳戶